# یواس‌اس انتیلا (۱۹۰۴)
یواس‌اس انتیلا (۱۹۰۴) (به انگلیسی: USS Antilla (1904)) یک کشتی بود که طول آن ۳۵۸ فوت (۱۰۹ متر) بود. این کشتی در سال ۱۹۰۴ ساخته شد.